# Iwar Nilsson
Johan Iwar Nilsson, född 22 januari 1890 i Jonsbergs socken, död 14 december 1941 i Trosa, var en svensk tidningsman och hembygdsforskare.
Iwar Nilsson var son till lantbrukaren Nils Johan Jonsson. Han började 1906 arbeta som affärsbiträde i Trosa. Nilsson var där affärsföreståndare 1912–1916, innehade speceriaffär 1917–1919 och en bok- och pappershandel i Trosa 1920–1941. Han köpte ett tryckeri och startade 1920 Trosa Annonsblad, som han utgav till sin död. Han var en drivande kraft inom Trosa hembygdsförening samt styrelseledamot i Södermanlands hembygdsförbund och redaktör för dess årsskrift och dessutom sekreterare och kassör i Södermanlands föreläsningsförbund och kursföreståndare i Södermanlands läns bildningsförbund. Nilsson var medlem av stadsfullmäktige i Trosa 1922–1926 och sekreterare där från 1931. Under signaturen Vik i Bo utgav Nilsson Toner från vindskammaren (1918) och Hemifrån (1926), känsliga och humoristiska dikter med motiv från Vikbolandet och trosatrakten, delvis på landsmål. En tredje diktsamling, År, utkom 1940. Dessutom publicerade han på eget förlag en mängd skrifter om staden Trosa och Södermanland, som Världens ände och landet där bortom (1928, 2:a utvidgade upplagan 1935), Södermannia. Sörmländska bygdeskildringar (8 häften, 1929–1936) och Den sörmländska skärgården i litteraturen (1938). Nilsson var även stor samlare av hembygdslitteratur.